# Elsy Lindgren
Elsy Maria Lindgren, född 18 juni 1923 i Västerås, död 31 januari 2015 i Hägersten, var en svensk schlagersångerska. 
Elsy Lindgren deltog i några sångtävlingar i början på 50-talet. Hon sjöng i radio och fick skivkontrakt med Sonora. Hon kallades för den nya Ulla Billquist. Första 78-varvaren Klockorna i dalen samt Tårar spelades in på Sonora den 5 december 1953. 
Sista skivinspelningen gjordes 1978 då hon tillsammans med Tove Andersen medverkade på en Snoddas-LP i låten Man skall leva som man lär. 
På senare år uppträdde hon med bland andra Trio med Bumba. 
Elsy Lindgren var bosatt i Hägersten. Hon är gravsatt i minneslunden på Skogskyrkogården i Stockholm.